# لوئر ایست ساید
لوئر ایست ساید (به انگلیسی: Lower East Side) که گاهی به اختصار لز(به انگلیسی: LES) نیز خوانده می‌شود نام یکی از محله‌های شهر نیویورک در جنوب شرقی منهتن است. این محله به‌طور تقریبی بین محلهٔ بوری، رودخانه ایست، کانال استریت و خیابان هیوستن قرار گرفته‌است. این محله به‌طور سنتی یک همسایگی است که شامل مهاجرین، طبقه کارگر است که در سالهای میانه ۲۰۰۰ با رشد سریع اعیان‌نشین شدن روبرو شد که باعث برانگیخته شدن توجه سازمان نشنال تراست برای حفظ مکان‌های تاریخی شد و باعث شد تا نشنال تراست این محله را به لیست اماکن تاریخی آمریکا در معرض بیشترین تخریب قرار بدهد.

## ساکنان سرشناس
- آدرین بایلون (زادهٔ ۱۹۸۳), موسیقی‌دان و بازیگر[۲]
- جرج بریس (۱۹۲۲–۲۰۱۶), عکاس که بیشتر به دلیل عکسهایش از مرلین مونرو شناخته می‌شود.[۳]
- سای برگر (۱۹۲۳–۲۰۱۴), طراح کارت‌های بیسبال توسط شرکت تاپس[۴]
- جوزف بی. بلومینگدیل (۱۸۴۲–۱۹۰۴) ولیمان جی. بلومینگدیل (۱۸۴۱–۱۹۰۵), مؤسس شرکت بلومینگدیلز[۵]
- آرلین بریکمن (زادهٔ ۱۹۳۴), جاسوس پیشین، مافیا و فاحشه.[۶]
- جرج برنز (۱۸۹۶–۱۹۹۶), کمدین و بازیگر[۷]
- جیمز کاگنی (۱۸۹۹–۱۹۸۶), بازیگر[۸]
- مایکل چه (زادهٔ ۱۹۸۳), کمدین و بازیگر[۹]
- جاشوا لایونل کوون (۱۸۷۷–۱۹۶۵), مخترع قطار اسباب بازی و مؤسس شرکت لایونل کورپوریشن، تولیدکننده.[۱۰]
- جیمی دورنتی (۱۸۹۳–۱۹۸۰), خواننده، نوازنده پیانو، و بازیگر[۱۱]
- مانک ایستمن (۱۸۷۵–۱۹۲۰), گانگستر که ایستمن گنگ را اداره می‌کرد.[۱۲]
- فییورلو لاگواردیا (۱۸۸۲–۱۹۴۷), سیاستمدار و شهردار پیشین نیویورک
- لیدی گاگا (زادهٔ ۱۹۸۶), خواننده، ترانه‌سرا، بازیگر
- لوئیس گازمن (زادهٔ ۱۹۵۶), بازیگر
- استفان گراموتا (زادهٔ ۱۹۱۶)
- بن گازارا (۱۹۳۰–۲۰۱۲), بازیگر، کارگردان
- جرج گرشوین (۱۸۹۸–۱۹۳۷), آهنگساز، نوازندهٔ پیانو
- وینسنت جیگانتی (۱۹۲۸–۲۰۰۵)
- لاتی گلدن (زادهٔ ۱۹۴۹)
- مارکوس گلدمن (۱۸۲۱–۱۹۰۴), بانکدار، تاجر، سرمایه‌گذار
- رالف گلداستاین (۱۹۱۳–۱۹۹۷), شمشیرباز المپیکی اپه[۱۳]
- روبی گلداستاین (۱۹۰۷–۱۹۸۴)
- ساموئل گامپرز (۱۸۵۰–۱۹۲۴), رهبر سندیکای کارگران
- راکی گرازیانو (۱۹۱۹–۱۹۹۰), بوکسر حرفه‌ای
- دیوید گرینگلاس (۱۹۲۲–۲۰۱۴)
- سالی گروس
- مگی جیلنهال
- جین کتز، شناگر المپیکی[۱۴]
- جک کربی
- اولین کوزک[۱۵]
- مایر لنسکی
- امانوئل لمن
- هنری لمان
- مایر لمن
- لاکی لوچیانو
- برادران مارکس
- جکی میسون (زادهٔ ۱۹۳۱), کمدین و هنرپیشه
- والتر ماتائو
- جولیا میگنس
- زیرو موستل
- جیم نوی
- میخائیل ادنورالوو
- جنیسیس پی-اریج
- آنتونی پروونزانو
- لی کینیونز
- لو رید
- ادوارد جی. رابینسون
- سانی رالینز
- جوزف سلیگمن
- باگزی سیگل
- شلدون سیلور (زادهٔ ۱۹۴۴), سخنگوی پیشین مجمع ایالتی نیویورک.[۱۶]
- ال سینگر (۱۹۰۹–۱۹۶۱), بوکسور[۱۷]
- دیوید ساوت، موسیقی دان و فیلمساز.
- جان اسپسیلی (مرگ ۱۹۹۳), موسیقی دان، هنرپیشه و شخصیت شب که در دو قسمت از فیلم‌های مستند لخ کوالسکی با نام‌های داستان یک معتاد و متولد شده برای باختن :آخرین فیلم راک اند رول ضبط شده‌است..[۱۸]
- ایسان اسپوک
- موز سولومون بازیکن لیگ بیسبال آمریکا.
- جانی تاندرز
- ریچل ترختنبورگ (زادهٔ ۱۹۹۳), موسیقی دان، خواننده، هنرپیشه، مدل، میزبان پیشین بحث‌های رادیویی و کنشگر.
- بی‌دی ونگ (زادهٔ ۱۹۶۰), هنرپیشه
- کریستوفر وودرو (زادهٔ ۱۹۷۷), سرمایه‌گذار[۱۹]